# نغومبو
نغومبو أو نيجومبو (بالإنجليزية: Negombo)‏ هي إحدى المدن الرئيسية في سريلانكا، تقع على الساحل الغربي عند مصب بحيرة نغومبو في المقاطعة الغربية. تعد واحدة من المراكز التجارية الرئيسية في البلاد والمركز الإداري لأمانة نغومبو. يسكنها حوالي 142,136 نسمة داخل أمانة نغومبو.

## المناخ
يظهر الجدول التالي التغييرات المناخية على مدار السنة لنغومبو:
| البيانات المناخية لـنغومبو        | البيانات المناخية لـنغومبو | البيانات المناخية لـنغومبو | البيانات المناخية لـنغومبو | البيانات المناخية لـنغومبو | البيانات المناخية لـنغومبو | البيانات المناخية لـنغومبو | البيانات المناخية لـنغومبو | البيانات المناخية لـنغومبو | البيانات المناخية لـنغومبو | البيانات المناخية لـنغومبو | البيانات المناخية لـنغومبو | البيانات المناخية لـنغومبو | البيانات المناخية لـنغومبو |
| الشهر                             | يناير                      | فبراير                     | مارس                       | أبريل                      | مايو                       | يونيو                      | يوليو                      | أغسطس                      | سبتمبر                     | أكتوبر                     | نوفمبر                     | ديسمبر                     | المعدل السنوي              |
| --------------------------------- | -------------------------- | -------------------------- | -------------------------- | -------------------------- | -------------------------- | -------------------------- | -------------------------- | -------------------------- | -------------------------- | -------------------------- | -------------------------- | -------------------------- | -------------------------- |
| متوسط درجة الحرارة الكبرى °م (°ف) | 30 (86)                    | 31 (88)                    | 31 (88)                    | 31 (88)                    | 31 (88)                    | 29 (84)                    | 29 (84)                    | 29 (84)                    | 29 (84)                    | 29 (84)                    | 29 (84)                    | 29 (84)                    | 30 (86)                    |
| متوسط درجة الحرارة الصغرى °م (°ف) | 22 (72)                    | 22 (72)                    | 23 (73)                    | 24 (75)                    | 26 (79)                    | 25 (77)                    | 25 (77)                    | 25 (77)                    | 25 (77)                    | 24 (75)                    | 23 (73)                    | 22 (72)                    | 24 (75)                    |
| الهطول مم (إنش)                   | 89 (3.5)                   | 69 (2.7)                   | 147 (5.8)                  | 231 (9.1)                  | 371 (14.6)                 | 224 (8.8)                  | 135 (5.3)                  | 109 (4.3)                  | 160 (6.3)                  | 348 (13.7)                 | 315 (12.4)                 | 147 (5.8)                  | 2٬345 (92.3)               |
| [بحاجة لمصدر]                     |                            |                            |                            |                            |                            |                            |                            |                            |                            |                            |                            |                            |                            |